# ブルノ (小惑星)
ブルノ (2889 Brno) は、小惑星帯の小惑星である。チェコスロバキア（当時）のクレチ天文台 (Hvězdárna Kleť) でアントニーン・ムルコスが発見した。
チェコスロバキア（現チェコ）の都市ブルノに因んで命名された。